# Přerovské povstání
Přerovské povstání proti nacistickým okupantům proběhlo v Přerově a jeho bezprostředním okolí 1. května 1945. Povstání odstartovala mylná informace o konci války, kterou rozšířil zdejší rozhlas. Místní obyvatelé podpoření partyzány poté začali s živelným odzbrojováním německých vojáků a rychle organizované revoluční výbory vyslaly své zástupce na jednání s městskými orgány. Jakmile se však okupanti lépe informovali o celkové situaci, povolali proti povstalcům posily, s jejichž pomocí byla vzpoura velice rychle rozprášena. Nejprudší boje se odehrály v prostoru přerovského železničního nádraží.
Kromě několika desítek padlých bylo po potlačení přerovského povstání nacisty v Olomouci popraveno dvacet jedna zajatých vzbouřenců.

## Vojenská situace před vypuknutím povstání
Na konci války se ustupující německá armáda ocitla v prostoru střední Moravy ve složité situaci. 2. ukrajinský front se 26. dubna 1945 zmocnil Brna, a sovětské síly podléhající maršálu Malinovskému rychle postupovaly dál na severozápad. V té době probíhaly na Ostravsku těžké boje mezi 4. ukrajinským frontem a dobře vyzbrojenými zbytky 1. tankové armády generála Walthera Nehringa. Německé síly, kterým na severní Moravě reálně hrozilo odříznutí, se proto na konci dubna začaly stahovat na západ. Přerov, železniční uzel oblasti, tehdy představoval klíčové místo německé obrany.
Sovětské velení počítalo s tím, že se před příchodem jejich vojsk k městu partyzánům a zdejším povstalcům podaří osvobodit přerovské železniční nádraží a také, že zabrání Němcům ve zničení mostů přes řeku Bečvu.

## Průběh povstání

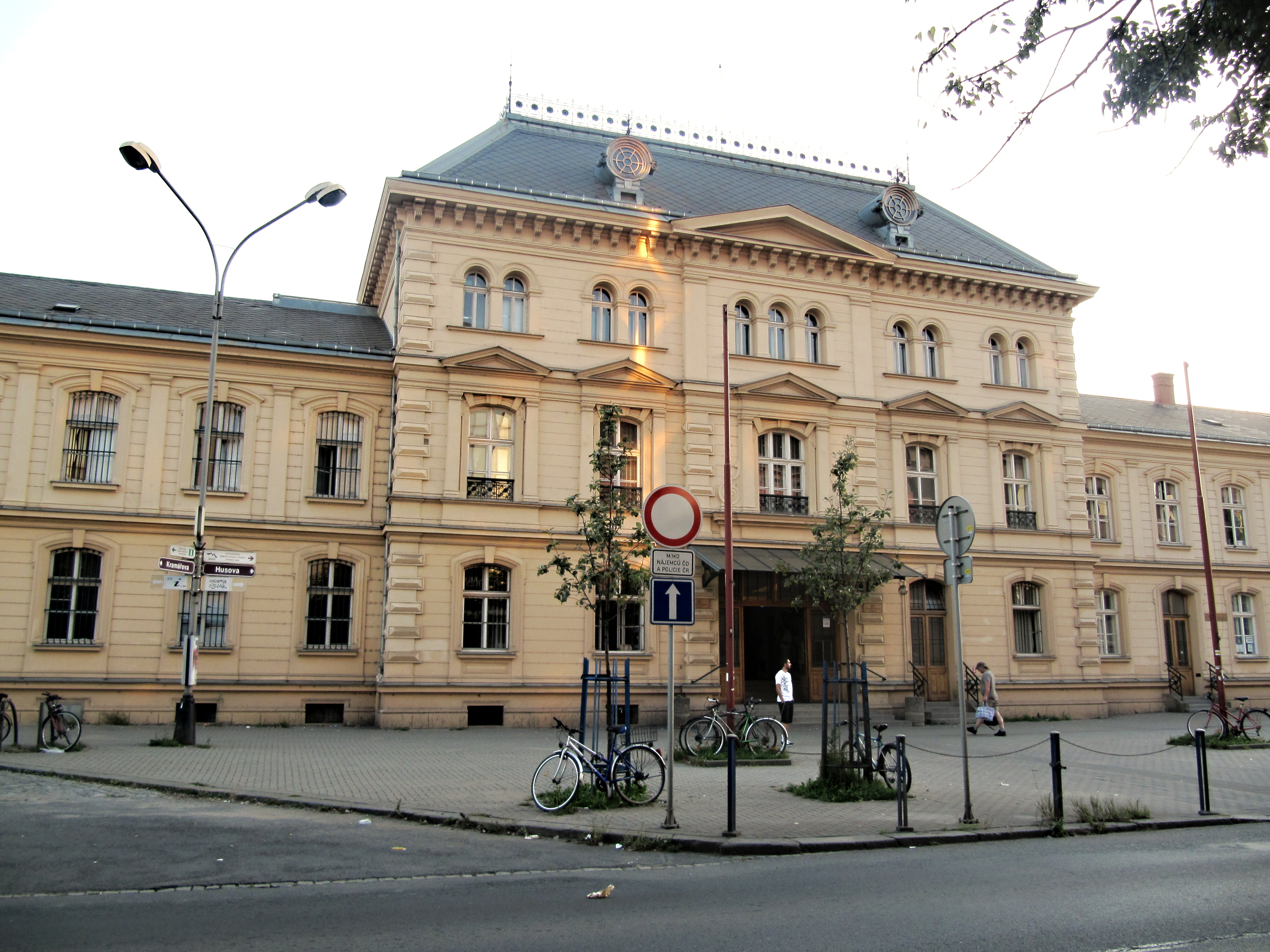
Budova přerovského nádraží, v jejímž okolí se 1. května odehrály nejtvrdší boje

Přerovské povstání vypuklo 1. května 1945 v ranních hodinách, kdy se ve městě rozšířila mylná zpráva o kapitulaci německých vojsk, konci války a obnově Československé republiky. Tyto falešné zprávy, které vyhlásil neznámý hlasatel městským rozhlasem, patrně vznikly mylnou interpretací zpráv o kapitulaci některých německých jednotek na západní frontě a o nabídce kapitulace, se kterou za západními spojenci přišel říšský vůdce SS Heinrich Himmler.
Nadšení občané Přerova, kteří uvěřili těmto zprávám, se začali srocovat na Dolním náměstí a také před budovou okresního úřadu ve Smetanově ulici. Následně došlo k spontánnímu vyvěšování československých vlajek a zpěvu československé hymny. Občané dokonce začali se spontánním odzbrojováním příslušníků německé a maďarské armády i policie. Vojáci často s úlevou odevzdávali své zbraně i výstroj, takže se povstalcům do rukou brzy dostalo větší množství ručních zbraní a dokonce i několik motorových vozidel a děl. Do povstání ve městě se zapojili i partyzáni z okolních lesů a skupiny uprchlých sovětských válečných zajatců. V ulicích Mostní, Želatovská či Moštěnská vztyčili povstalci barikády.
Kontrolu nad chaotickou situací se pokusili převzít Okresní revoluční národní výbor a Revoluční místní národní výbor, v jejichž čele stanuli Bohuslav Šída a gymnaziální profesor Jan Machovec. Revoluční výbory, které nedokázaly vytvořit jednotné vedení vyslaly své zástupce jednat s německým okresním hejtmanem Erwinem Krautem. Okresní revoluční výbor poslal své lidi i ke klíčovým objektům ve městě. Výbor informoval o vypuknutí povstání štáb brigády Jana Žižky a jejím prostřednictvím požádal Rudou armádu o letecký shoz zbraní a rychlý zásah sovětských jednotek. Velitel partyzánské brigády kapitán Dajan Bajanovič Murzin však údajně reagoval velmi prudce a okamžitě nařídil zatčení velitele, který dal k ukvapenému povstání v Přerově příkaz.
Přerov jako významný železniční uzel se čtyřmi mosty přes řeku Bečvu měl pro ustupující německou armádu strategický význam. Jakmile byla zpráva o kapitulaci vyvrácena, rozhodli se zprvu váhající němečtí velitelé potlačit zdejší vzpouru silou. Přestože se díky nepřehledné situaci dostalo do rukou povstalců množství zbraní, měly německé síly ve městě stále výraznou převahu. Navíc byly povolány policejní i vojenské posily z okolí. Ve městě byla nasazena německá pořádková policie z Holešova a Olomouce, poplachové jednotky zbraní SS z Olomouce a další SS oddíly z Bystřice pod Hostýnem. Nejdůležitější sílu při potlačení povstání však představovala německá armáda. Dva prapory Wehrmachtu umístěné přímo v Přerově podporovali rozptýlení vojáci ustupujících útvarů, kozácký prapor Feuermittel i motorizovaná jednotka 1. tankové armády blížící se ze severovýchodu k městu.
Do povstání se zapojili i členové partyzánských skupin Josef a Tolstoj, kteří odzbrojovali vojáky v Horní Moštěnici a Předmostí. Partyzáni se neúspěšně pokusili zablokovat přístup přijíždějícím německým posilám. K větším přestřelkám došlo na Kozlovské ulici a u budovy Meopty. Zřejmě nejdramatičtěji se však situace vyvíjela na místním železničním nádraží. Vyzbrojený Železniční národní výbor ustanovený již v průběhu dubna, ovládl prostor nádraží a začal s odzbrojováním zprvu dezorientovaných německých a především maďarských vojáků. Povstalci se zmocnili několika vojenských vlaků a dokonce vyslali do Olomouce lokomotivu se zprávou o vypuknutí povstání. Jakmile však kapitán Blaschke vyzval nádražním rozhlasem vojáky k odporu, došlo mezi nimi a železničáři k tvrdým střetům. Při boji bylo usmrceno deset Čechů a čtyři bývalí sovětští váleční zajatci, kteří se k povstalcům přidali.
Udává se, že během přerovského povstání bylo přímo ve městě a jeho bezprostředním okolí usmrceno či smrtelně zraněno 32 osob. Německé ztráty, které nejsou přesně známé, jsou nejčastěji odhadovány na zhruba 50 mužů. Do večerních hodin německé síly obnovily kontrolu nad městem. Přeživší ozbrojení povstalci před přesilou ustoupili. Největší skupina 18 železničářů a 6 sovětských válečných zajatců se skryla v Dobrčicích a nedalekém přestavlckém lese. Ještě téhož večera bylo ve městě vyhlášeno stanné právo.

## Dohra
Některým povstalcům zapojeným do ozbrojených střetů se podařilo uprchnout nebo skrýt. Po potlačení povstání v noci z 1. na 2. května však gestapo na přímý rozkaz Karla Hermanna Franka pozatýkalo zhruba sto zúčastněných. Podle některých pramenů totiž odbojáři na radnici pečlivě vyplnili prezenční listinu, kterou na útěku zapomněli zničit. Němci po obsazení radnice pak díky listině povstalce snadno zatkli.[zdroj?] Represálie ve městě tehdy osobně řídil velitel německé bezpečnostní policie na Moravě Max Rausch. Zajatí povstalci byli internováni v úřadovně gestapa u Michalova, a v budovách gymnázia a Okresního úřadu. Dvacet jedna vybraných rukojmí pak bylo hned 2. května popraveno na vojenské střelnici v Lazcích u Olomouce. Dvaadvacátou obětí byl obchodník Josef Beneš, který zemřel po německém výslechu hned druhého dne. Frank však nadále nebyl spokojen a hned 3. května došlo v Přerově k nové vlně zatýkání. Nových 20 zajatců však již okupanti popravit nestihli.
Při ústupu z Přerova za sebou Němci podminovali mosty přes Bečvu, elektrárnu, telefonní ústřednu a vodárnu. Brzy ráno 8. května pumy odpálili a ustoupili k Olomouci. Hlídky Rudé armády se do města dostaly ještě téhož dne.

### Seznam popravených přerovských povstalců

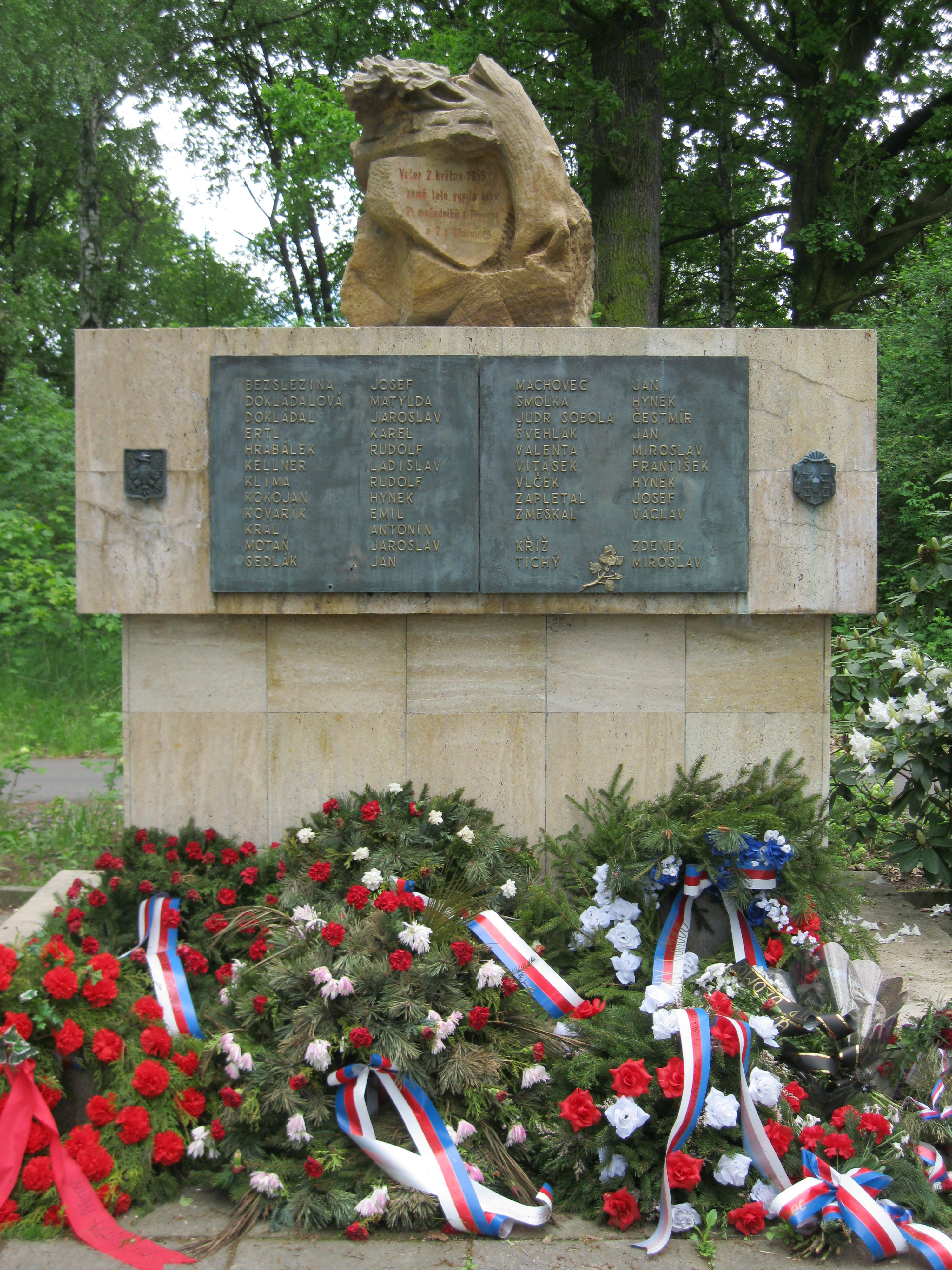
Pomník popraveným účastníkům přerovského povstání u vojenské střelnice v Olomouci

Bezslezina Josef, mechanik v Optikotechně

Dokládal Jaroslav (nar. 30. 6. 1897), strojvůdce ČSD

Dokládalová Marcela (nar. 30. 12. 1899), manželka strojvedoucího ČSD

Ertl Karel (nar. 6. 3. 1908), obchodník

Kellner Ladislav (nar. 13. 6. 1924), zámečník

Klíma Rudolf (nar. 14. 4. 1904), malířský mistr

Kokojan Hynek (nar. 29. 5. 1895), důstojník

Kovařík Emil (nar. 13. 4. 1890), obchodní zástupce

Král Antonín (nar. 5. 7. 1903), tovární dělník

Machovec Jan (nar. 16. 5. 1895), profesor reálného gymnázia, stál v čele Národního výboru

Motáň Jaroslav (nar. 24. 10. 1910), knihař

Novotný Josef (nar. 1912), úředník

Sedlák Jan (nar. 15. 5. 1895), četnický štábní strážmistr

Smolka Hynek (nar. 28. 5. 1925), mechanik

Sobola Čestmír, JUDr. (nar. 19. 7. 1906), komisař politické správy

Švehlák Jan (nar. 5. 11. 1901), nadporučík uniformované obecní policie

Valenta Otakar (nar. 16. 12. 1905), typograf

Vitásek František (nar. 22. 10. 1897), vrchní četnický strážmistr

Vlček Hynek (nar. 23. 10. 1901), poštovní zřízenec

Zapletal Josef (nar. 10. 11. 1913), bankovní úředník

Zmeškal Václav (nar. 24. 8. 1923), zaměstnanec ČSD

## Význam a památka

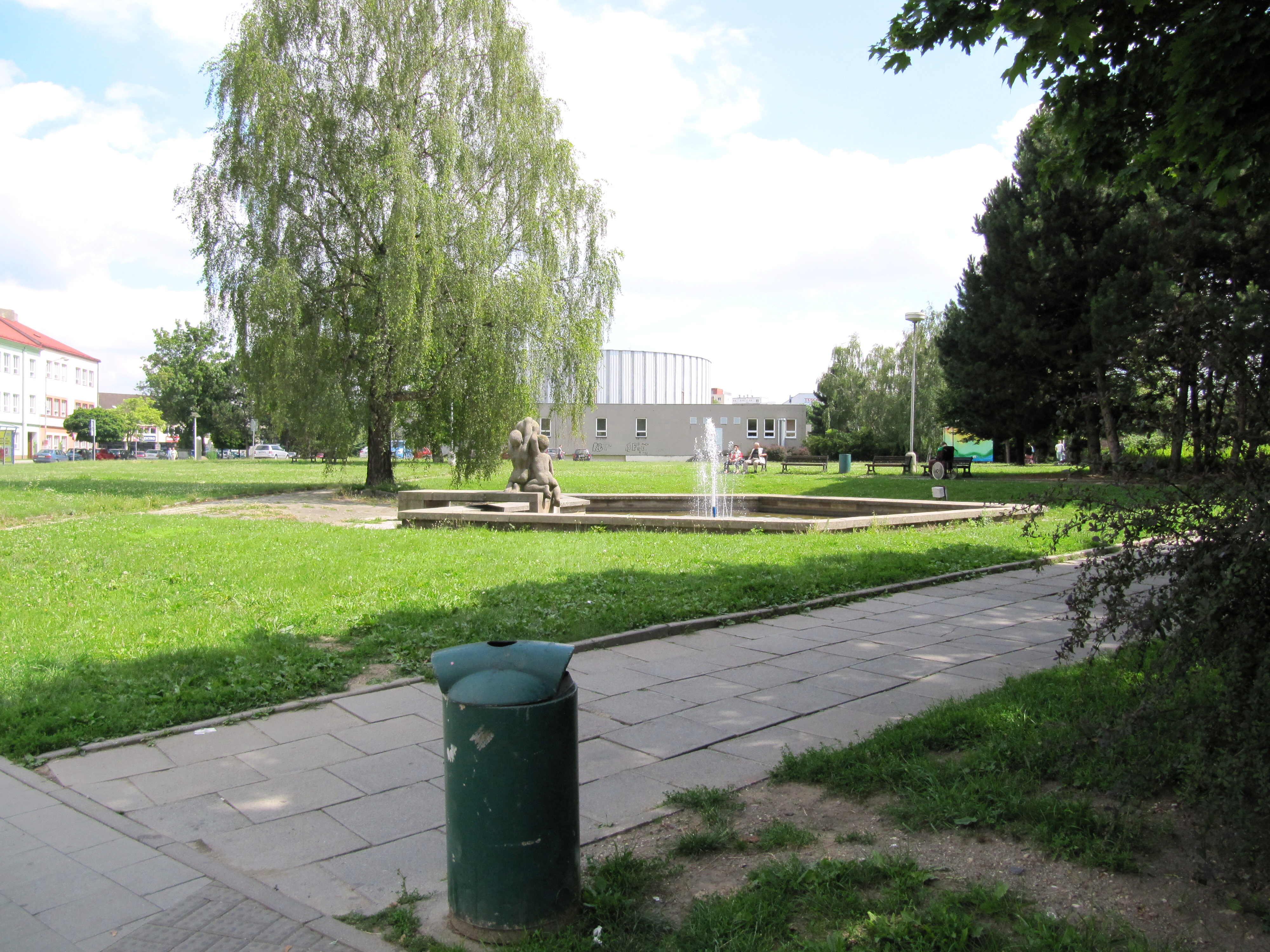
Okraj Náměstí přerovského povstání v centru Přerova se skulpturou Děti s míčem z roku 1982 od Bohumila Teplého.

Povstání v Přerově bylo prvním z živelných povstání, které v květnu 1945 na území Protektorátu vypukly. Přerovské události z 1. května byly následovány dalšími vzpourami v Čechách, přičemž květnové povstání českého lidu vrcholilo boji s německými okupanty v Praze.
Československý armádní generál a tehdejší ministr národní obrany Ludvík Svoboda hodnotil přerovské události v roce 1946 takto: „Přerovský 1. květen lze považovat za signál k povstání českého lidu. Povstání v Přerově a v dalších místech, která vyvrcholila 5. května 1945 pražským povstáním, byla závěrečným projevem odhodlání českého lidu k boji proti nacistickému Německu. S úctou vzpomínáme na oběti ozbrojeného povstání dne 1. května 1945 v Přerově.“

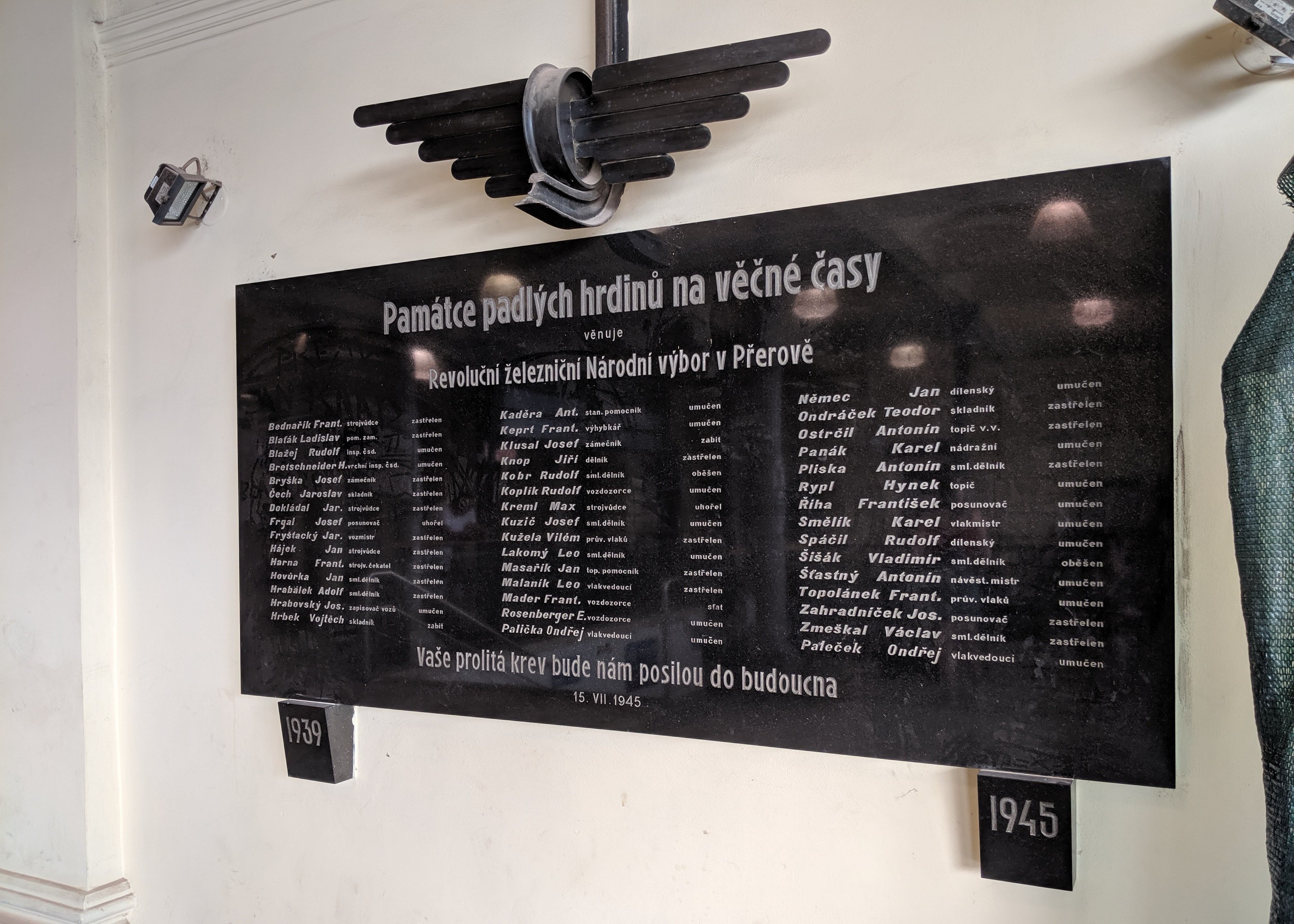
Pamětní deska se jmény železničářů, jež padli během povstání. Je umístěna v budově přerovského železničního nádraží.

Dnes je po přerovském povstání pojmenováno jedno z místních náměstí. Pomník popraveným účastníkům přerovského povstání se nacházel v olomouckých Lazcích a je přemístěn do Černovíru. Pamětní deska se jmény železničářů, jež padli během povstání, je umístěna na budově přerovského železničního nádraží.